# Ruta CH-11
A Ruta CH-11 ou Ruta 11-CH ou simplesmente Ruta 11 (em português Estrada 11 ou Rodovia 11) é uma rodovia transversal do norte do Chile, localizada na Região de Arica e Parinacota. Em seu percurso de 192,2 km totalmente asfaltados, une a Ruta Pan-americana Arica - La Serena ligando Arica ao Passo Fronteiriço Chungará-Tambo Quemado junto à Bolívia.
A rodovia persegue no país vizinho como Ruta 4.

## Pontos quilométricos

### Região de Arica e Parinacota
- Percurso: 192 km (km 0 a 192)
- km 0,0: rotatória Los Libertadores; acesso ao Complexo Fronteiriço Chacalluta e a Arica (Ruta Pan-americana Arica - La Serena/Ruta CH-5).
- km 26,4: localidade de Poconchile; interseção a San Miguel de Azapa.
- km 40,3: interseção com Molinos e Sora.
- km 86,5: limite entre as províncias de Arica e de Parinacota.
- km 98,1: interseção com Chapiquiña e Belén (Ruta A-31).
- km 108,6: interseção com Socoroma.
- km 127,3: interseção oeste com Putre.
- km 135,1: interseção leste com Putre.
- km 136,7: interseção ao Vulcão de Tacora e Visviri.
- km 137,0: ingresso ao Parque Nacional Lauca.
- km 147,2: interseção a Guallatire e Salar de Surire.
- km 163,1: interseção a Parinacota e Visviri (Ruta A-93).
- km 192,2: limite entre Chile e Bolívia pelo Passo Fronteiriço Chungará-Tambo Quemado